# Schwaan
Schwaan là một đô thị ở huyện Bad Doberan, Mecklenburg-Western Pomerania, Đức. Đây là thủ phủ của Schwaan Amt, gồm 6 đô thị.
Khu vực quanh Schwaan thuộc Các vùng đất thấp Bắc Âu, kéo dài từ phía tây nước Pháp đến Nga. Schwaan nằm ở hạ lưu sông Warnow giữa các thành phố Rostock, 17 km về phía bắc, và Güstrow, 20 km về phía nam. 